# 长春汽车经济技术开发区
长春汽车经济技术开发区，简称汽开区，是中国吉林省长春市绿园区的一个国家级经济技术开发区。

## 行政区划
汽开区的行政上属于绿园区，其代管3个街道，1个镇，分别为锦程街道、东风街道、富民街道、前程街道和大岭镇。
汽开区党工委、管委会是中共长春市委、长春市政府派出的负责开发区日常工作的管理机构。汽开区管委会（党工委）内设机构30个，直属事业单位10家，部门所属事业单位28家，其中普通中小学18个，街道办事处4个。中国开发区审核公告目录2018年版核准面积为110平方公里。汽开区经吉林省人民政府批复规划面积为120平方公里，核准面积为110平方公里，实际管理总面积118.59平方公里。

## 历史
2005年9月29日，经吉林省人民政府批准，由长春市人民政府与一汽集团合作共建的省级开发区长春汽车产业开发区挂牌成立。2010年12月30日，经中华人民共和国国务院批准，长春汽车产业开发区更名为长春西新经济技术开发区并晋升为国家级经济技术开发区。2011年1月7日，长春西新经济技术开发区正式挂牌。2012年10月31日，中华人民共和国国务院批准长春西新经济技术开发区更名为长春汽车经济技术开发区。2020年年初，中共长春市委、长春市人民政府提出规划打造长春国际汽车城板块，规划面积共计471平方公里。